# Stephanocyathus imperialis
Stephanocyathus imperialis är en korallart som beskrevs av Stephen D. Cairns 2004. Stephanocyathus imperialis ingår i släktet Stephanocyathus och familjen Caryophylliidae. Inga underarter finns listade i Catalogue of Life.